# San Benito (Bolivia)
San Benito, también llamado Villa José Quintín Mendoza, es una localidad y municipio de Bolivia, ubicado en la provincia de Punata del departamento de Cochabamba. El municipio tiene una superficie de 170 km² y cuenta con una población de 13 562 habitantes (INE 2012). Es conocida por su producción de durazno.
El municipio es también sede del Parlamento de la Unión de Naciones Sudamericanas (UNSAUR), inaugurado el 12 de septiembre de 2018, en un área de 12.000 metros cuadrados.
Tiene una temperatura promedio de 26 °C y una precipitación de 300 mm. A una altitud de 2764 m s. n. m., sus suelos son de origen aluvial y profundo, con buen contenido de nutrientes en partes bajas, franco limosos; en laderas poseen estructura débil y textura liviana. También tiene yacimientos de piedra caliza.
En las zonas altas tiene lagunas que constituyen valiosos reservorios de agua, dado el clima seco del Municipio. San Benito, también llamado Villa José Quintín Mendoza, tiene una población de origen quechua. La vía principal de acceso es la carretera antigua que conecta a Cochabamba con Santa Cruz, a una distancia de 32 km de la capital del Departamento. Su feria se realiza los días jueves y domingo.

## Demografía
De acuerdo con el censo boliviano de 2024, la población del municipio de San Benito es de 12 924 habitantes.
La población del municipio aumentó sólo ligeramente entre 1992 y 2024:
| Año  | Habitantes (municipio) | Fuente |
| ---- | ---------------------- | ------ |
| 1992 | 12.156                 | Censo  |
| 2001 | 12.720                 | Censo  |
| 2012 | 13.562                 | Censo  |
| 2024 | 12.924                 | Censo  |

## Transporte
San Benito se ubica a 41 kilómetros por carretera al sureste de Cochabamba, la capital del departamento.
Por San Benito pasa la carretera asfaltada Ruta 7, que desde aquí cruza la Cordillera Oriental hacia el este en dirección a las tierras bajas y, con una longitud total de 488 kilómetros, pasa por las ciudades de Tolata y Samaipata hasta la ciudad de Santa Cruz de la Sierra.

## Actividades económicas
San Benito es muy conocido por su producción frutícola, aunque tiene una economía diversificada. Además de sus cultivos de durazno, frutilla y tumbo, tiene una producción importante de flores (distintas variedades de rosas, nardos, margaritas, gladiolos, lirios e ilusión) y cultivos tradicionales de maíz y papa. La actividad pecuaria es secundaria, con crianza de ganado ovino.
En San Benito están asentadas fábricas de ladrillo junto a dos industrias grandes: la empresa Vascal, que procesa los frutales para la producción de jugos envasados y la empresa IMBA, que tiene granjas avícolas de gran capacidad. Otro rubro que contribuye a la economía local es la producción de chicha y de cerámica artesanal. Por su proximidad a la ciudad de Cochabamba y a los mercados del Valle Alto (Cliza y Punata) la actividad comercial es intensa.